# 모닝카페
전주현의 모닝카페는 마이 MBC DMB 라디오에서 진행되는 라디오 프로그램이다. 매일 전주현이 진행한다.

## 같이 보기
- 전주현의 팝콘
- 구은영의 초콜릿 (종영)
- 김미정의 카푸치노 (종영)